# معتقد اهرمی
میرزا حسین معتقد اهرمی یا ریشهری (زادهٔ ۱۹ جمادی‌الاخر ۱۲۵۳ قمری /۲۹ شهریور ۱۲۱۶ شمسی - درگذشته ۲۰ رجب ۱۳۴۱ قمری /۱۶ اسفند 1299 شمسی) فرزند حسن بن سلمان از فضلای ریشهر متخلص به معتقد و مشهور به «معتقد اهرمی یا ریشهری» یا «فاضل اهرمی» عالم، شاعر و نویسنده سده ۱۴ قمری متولد اهرم شهرستان تنگستان و اهل ریشهر (بوشهر) بود.
وی در ریشهر به وعظ، سخنرانی و مداحی در اعیاد مذهبی و ایام سوگواری؛ کتابت قرآن و تألیف و تصنیف کتب متعدد؛ برپایی و تشکیل کلاس فقه، اخلاق، احکام و تدریس قرآن اشتغال داشته و محمدعلی خان سدیدالسلطنه بندرعباسی، حاج ملاعلی بوشهری، حاج شیخ ابراهیم آل عصفور و… بعضی از دانش‌آموختگان وی بوده‌اند.

## زندگی و تحصیلات
معتقد اهرمی مقدمات تحصیل ادبیات، قرآن و خط را از ۱۲۶۵ قمری در خورموج گذراند و شعر را نزد محمدخان دشتی شاگردی کرد. سپس عازم نجف شد و علوم عالی حوزوی را از محضر میرزای شیرازی، آخوند خراسانی، شیخ عبداله مازندرانی و آیت‌الله یزدی آموخت.

## بازگشت به بوشهر و تدریس
وی بین سال‌های ۱۲۷۳ تا ۱۲۷۶ قمری از نجف به بوشهر برگشت ابتدا سرپرست مکتب خانه احمدیه (در محله شنبدی بوشهر) بود که از همین‌جا مدرسه سعادت بوشهر]] (۱۳۱۸ق برابر ۱۲۷۸ش) بنیان گذاشته شد و سپس در آنجا به تدریس علوم ادبی و دینی پرداخت.

## آثار
معتقد دارای چندین اثر به نظم و نثر و به فارسی و عربی است. از آثار وی می‌توان این موارد را یاد کرد:
- قرآن مرموز
- جواهر الزواهر (دیوان شعری در مناقب و مراثی اهل بیت که اولین بار ۱۳۰۹ق در بمیئی هند[۱] و آخرین بار سال ۱۳۷۷ش از طرف بنیاد ایران‌شناسی بوشهر در چاپخانه سپهر قم چاپ شده‌است[۲])
- دلائل الظهور فی علائم الحضور
- مجموعه لطایف (در بیان ظرایف و نوادر)
- رساله سیاسی احیاء المله (۱۳۷۴ ش بچاپ رسید)

بعضی کتب خطی وی در مجموعه سدیدالسلطنه در کتابخانه مرکزی دانشگاه تهران نگهداری می‌شوند

### قرآن مرموز
ارزشمندترین اثر وی قرآن مرموز یا رمزدار، قرآنی ۷۹۵ صفحه‌ای دست‌نویس که کتابت آن در تاریخ هفتم ماه رمضان سال ۱۲۹۹ هجری قمری خاتمه یافته‌است. وی ۱۵ نسخه (۷ نسخه کامل) از آن را کتابت کرده بود. از جمله یک نسخه قرآن مرموز کامل وی وقف موزه قرآنی آستان قدس رضوی مشهد توسط بنیاد ایران‌شناسی شعبه بوشهر در پاییز سال ۱۳۹۱ش به چاپ رسید.
قرینه بودن سطر نخست با سطر آخر قرآن است، به این معنی که اگر سطر نخست با حرف الف شروع شده باشد سطر آخر نیز با حرف الف پایان می‌یابد و سطرهای بعدی نیز به همان شکل نوشته شده‌است.
دلیل نامگذاری قرآن رمزدار این است که در این کتابت همه صفحات ۱۱ سطری است و بدون استثناء در تمام صفحات حرف یا کلمه اولِ سطرهای اول و یازدهم، دوم و دهم، سوم و نهم، چهارم وهشتم، و پنجم و هفتم مشابه است و فقط حرف یا کلمه اول سطر ششم به علت نداشتن سطر مقابل آزاد است. معتقد حروف متقارن صفحات را با جوهر قرمز و بقیه را باجوهر مشکی تحریر کرده‌است.

## درگذشت
معتقد اهرمی ۲۰ رجب ۱۳۴۱ قمری برابر ۱۶ اسفند ۱۳۰۱ شمسی (به نقلی ۲۲ شوال ۱۳۴۱ قمری) در ۸۸ سالگی در ریشهر درگذشت. آرامگاه او در سال ۱۳۸۸ش در ریشهر تجدید بنا شد.

## نکوداشت (روز قرآنی بوشهر)
از سال ۱۳۹۴ سالروز درگذشت معتقد اهرمی (کاتب قرآن مرموز) روز ۱۶ اسفندماه با عنوان روز قرآنی استان بوشهر نامگذاری شده و بزرگداشت گرفته می‌شود.
در خرداد سال ۱۳۹۵  همایش بزرگداشت وی در بوشهر برگزار و کتاب زندگی‌نامه اش رونمایی شد.

## از اشعار وی
ابیاتی از غزلیات وی:
گر ز چشم آن مه خورشید شمایل برود
رود از چشم، محال است که از دل برود
مهر او با گل من در ازل آمیخته شد
آنچه با هم شده آمیخته مشکل برود
بر مه روش چو پروانه و پروین دل خلق
گرشبی شمع صفت جانب محفل برود
نه چنان کشتی من در یم غم طوفانی است
که بشاید خبری زو سوی ساحل برود
آتش عشق تو آب و گل من داد به باد
عشق با حسن محال است مقابل برود